# Unfavorable Semicircle
Unfavorable Semicircle là tên của một loạt kênh trên YouTube đã thu hút sự chú ý nhờ mật độ xuất bản video dày đặc và tính chất bất thường của các video đã xuất bản. BBC đã gọi Unfavorable Semicircle là "bí ẩn kỳ lạ nhất của YouTube". Unfavorable Semicircle cũng được coi là "một trong 10 kênh YouTube kỳ lạ nhất".